# Sideris Tasiadis
Sideris Tasiadis (* 7. Mai 1990 in Augsburg) ist ein deutscher Kanute.

## Leben
Tasiadis wurde 1990 in Augsburg geboren und wuchs in der Stadt auf. Seine Eltern stammen aus Komara bei Orestiada in Ostmakedonien und Thrakien, Griechenland. Er begann 2000 mit dem Kanuslalom beim Augsburger Kajak-Verein und startet mittlerweile für die Kanu Schwaben Augsburg, die Kanusportabteilung des TSV Schwaben Augsburg. Tasiadis ist in der Ausbildung zum Polizeivollzugsbeamten in der Sportfördergruppe der Bayerischen Polizei.
Im Jahr 2012 konnte sich Tasiadis gegen die nationale Konkurrenz durchsetzen und qualifizierte sich im Einer-Canadier für die Olympischen Sommerspiele 2012 in London, wo er die Silbermedaille gewann. Er lebte mit seiner Freundin, der Kanutin Claudia Bär, bis zu ihrem Krebstod 2015 in Augsburg.
2013 gelang ihm erstmals der Gesamtsieg im Weltcup der Kategorie C1.
2016 konnte er sich erneut für die Olympischen Spiele in Rio de Janeiro qualifizieren. Dort erreichte er nach Bestzeit in Qualifikation und Semi-Finale den 5. Platz.
Bei den Weltmeisterschaften 2018 gewann Tasiadis die Bronzemedaille im Einer-Canadier (C1). In dieser Disziplin sicherte er sich bei den Olympischen Spielen 2020 in Tokio erneut die Bronzemedaille. Damit ist er der erste Deutsche, der im Kanu-Slalom zwei olympische Medaillen gewonnen hat. Bei den Olympischen Spielen 2024 wurde er Vierter.

## Erfolge
2008
- Juniorenweltmeisterschaft: 1. Platz C1, 3. Platz C1 Team

2009
- Europameisterschaften: 3. Platz C1 Team, 4. Platz K1
- Weltmeisterschaften: 6. Platz C1 Team

2010
- Junioreneuropameisterschaft: 4. Platz C1, 1. Platz C1 Team
- Europameisterschaften: 4. Platz C1 Team
- Weltmeisterschaften: 2. Platz C1 Team

2011
- Europameisterschaften: 7. Platz C1, 2. Platz C1 Team
- Weltmeisterschaften: 9. Platz C1, 2. Platz C1 Team
- Deutsche Meisterschaft: 1. Platz C1

2012
- Europameisterschaften: 1. Platz C1, 2. Platz C1 Team
- Olympische Spiele: Silbermedaille (2. Platz C1)
- Deutsche Meisterschaft: 1. Platz C1

2013
- Weltcup Gesamtsieger 2013
- Weltmeisterschaften: 4. Platz C1, 2. Platz C1 Team
- Europameisterschaft: 2. Platz C1, 2. Platz C1 Team
- Deutsche Meisterschaft: 1. Platz C1

2014
- Europameisterschaft: 7. Platz C1

2015
- Weltmeisterschaft: 2. Platz C1 Team
- Europameisterschaft: 2. Platz C1, 6. Platz C1 Team

2016
- Olympische Spiele: 5. Platz C1

2017
- Europameisterschaft: 12. Platz C1, 1. Platz C1 Team

2018
- Weltmeisterschaft: 3. Platz C1

2019
- Europameisterschaft: 3. Platz C1

2021
- Olympische Spiele: 3. Platz C1
- Europameisterschaft: 3. Platz C1

2022
- Weltmeisterschaft: 1. Platz C1

2024
- Olympische Spiele: 4. Platz C1